# Chamaeleo anchietae
Chamaeleo anchietae är en ödleart som beskrevs av Bocage 1872. Chamaeleo anchietae ingår i släktet Chamaeleo och familjen kameleonter. Artepitet i det vetenskapliga namnet hedrar naturforskaren José de Anchieta som var aktiv i Afrika.
Denna kameleont har en större population i Angola, en i södra Kongo-Kinshasa och en i Tanzania. Den lever i kulliga regioner och i bergstrakter mellan 750 och 1800 meter över havet. Individerna vistas i öppna landskap som gräsmarker och öppna buskskogar. Honor lägger ägg.
Kanske påverkas beståndet av anlagda bränder. Hela populationen bedöms som stor. IUCN listar arten som livskraftig (LC).

## Underarter
Arten delas in i följande underarter:
- C. a. anchietae
- C. a. marunguensis
- C. a. mertensi